# سميرة بنت عبد الله كردي
سميرة بنت عبد الله مصطفى كردي أستاذ صحة نفسية وإرشاد وتوجيه بقسم علم النفس في جامعة الطائف ، وهي أول سعودية تحصل على درجة الأستاذية بالجامعة، وتشغل حالياً منصب عميدة الدراسات الجامعية بجامعة الطائف ، لها عدة أبحاث ودراسات في مشكلات المرأة والفتاة السعودية وذوي الاحتياجات الخاصة ودور الرعاية الاجتماعية، كما كان لها العديد من المشاركات في المؤتمرات والندوات العلمية، وشاركت بالتحكيم على بحوث النشر بالمجلات العلمية في جامعة أم القرى و جامعة تبوك  و جامعة الطائف ،و في تحكيم مشاريع الطالبات بالأولمبياد الوطني ( إبداع ) مسار البحث العلمي 5/2/1432هـ، ومناقشة العديد من رسائل الدكتوراه والماجستير بالجامعات السعودية، ونألت الكثير من شهادات التقدير والجوائز المقدمة من الجامعات السعودية والجهات الحكومية والجمعيات الخيرية والمراكز الثقافية ؛لإنجازاتها العلمية وجهودها ومساندتها المجتمعية .

## أهم الأبحاث والدراسات
1. العلاقة بين الاتجاهات الوالدية كما تدركها الفتيات والتحصيل الدراسي بين طالبات الصف الثالث الثانوي في المملكة العربية السعودية .
2. دراسة نفسية اجتماعية عن بعض الأطفال المحرومين من الرعاية الوالدية والمودعين بدار التربية الاجتماعية بمدينة جدة .
3. المسئولية الاجتماعية وعلاقتها بدافع الإنجاز لدى طالبات كلية التربية بالطائف .
4. فاعلية برنامج إرشادي مقترح لتخفيف حدة العصابية لمرضى الشريان التاجي .
5. التوافق النفسي ومستوى الطموح الأكاديمي لدى طالبات التربية العملية بجامعة أم القرى .
6. اضطرابات النوم والشعور بالوحدة النفسية والاكتئاب لدى عينه من المسنات في مدينة الطائف .
7. دراسة نفسية لبعض الأطفال المرضى بالربو الشُعبي في مدينة الطائف .
8. الصلابة النفسية وسلوكيات المجابهة وجودة الصحة النفسية لدى عينة من المعاقات جسمياً وصحياً بمحافظة الطائف وفاعلية برنامج تدريبي إرشادي للمعاقات